# 鳥取県道・兵庫県道103号若桜湯村温泉線
鳥取県道・兵庫県道103号若桜湯村温泉線（とっとりけんどう・ひょうごけんどう103ごう わかさゆむらおんせんせん）は、鳥取県八頭郡若桜町から兵庫県美方郡新温泉町に至る一般県道である。

## 概要
鳥取県八頭郡若桜町大字若桜から兵庫県美方郡新温泉町歌長（うたおさ）に至る。

### 路線データ
- 起点：鳥取県八頭郡若桜町大字若桜（鳥取県道176号若桜停車場線交点）
- 終点：兵庫県美方郡新温泉町歌長（歌長北交差点、国道9号交点）
- 通行不能区間
  - 鳥取県八頭郡若桜町大字諸鹿（屏風岩北東付近）
  - 鳥取県八頭郡若桜町大字諸鹿 - 兵庫県美方郡新温泉町岸田
  - 兵庫県美方郡新温泉町岸田 - 兵庫県美方郡新温泉町中辻

鳥取県八頭郡若桜町大字諸鹿・屏風岩上方部の通行可能区間には今のところ若桜町からは直接行くことはできず、鳥取県八頭郡八頭町を経由する必要がある。

## 歴史
- 2006年（平成18年）3月31日 - 鳥取県告示第203号[1]により認定される。

前身は鳥取県道・兵庫県道103号若桜温泉線。兵庫県美方郡温泉町・浜坂町が対等合併して美方郡新温泉町が成立したことに伴い路線名称が変更された。なお、1982年（昭和57年） - 1994年（平成6年）は鳥取県道121号・兵庫県道245号若桜温泉線だった。

## 路線状況

### 橋梁
- 鳥取県
  - 赤松橋（八東川、八頭郡若桜町大字若桜 - 八頭郡若桜町大字赤松）

### トンネル
- 兵庫県
  - 湯村トンネル：延長350 m、1992年（平成4年）竣工、美方郡新温泉町

## 地理

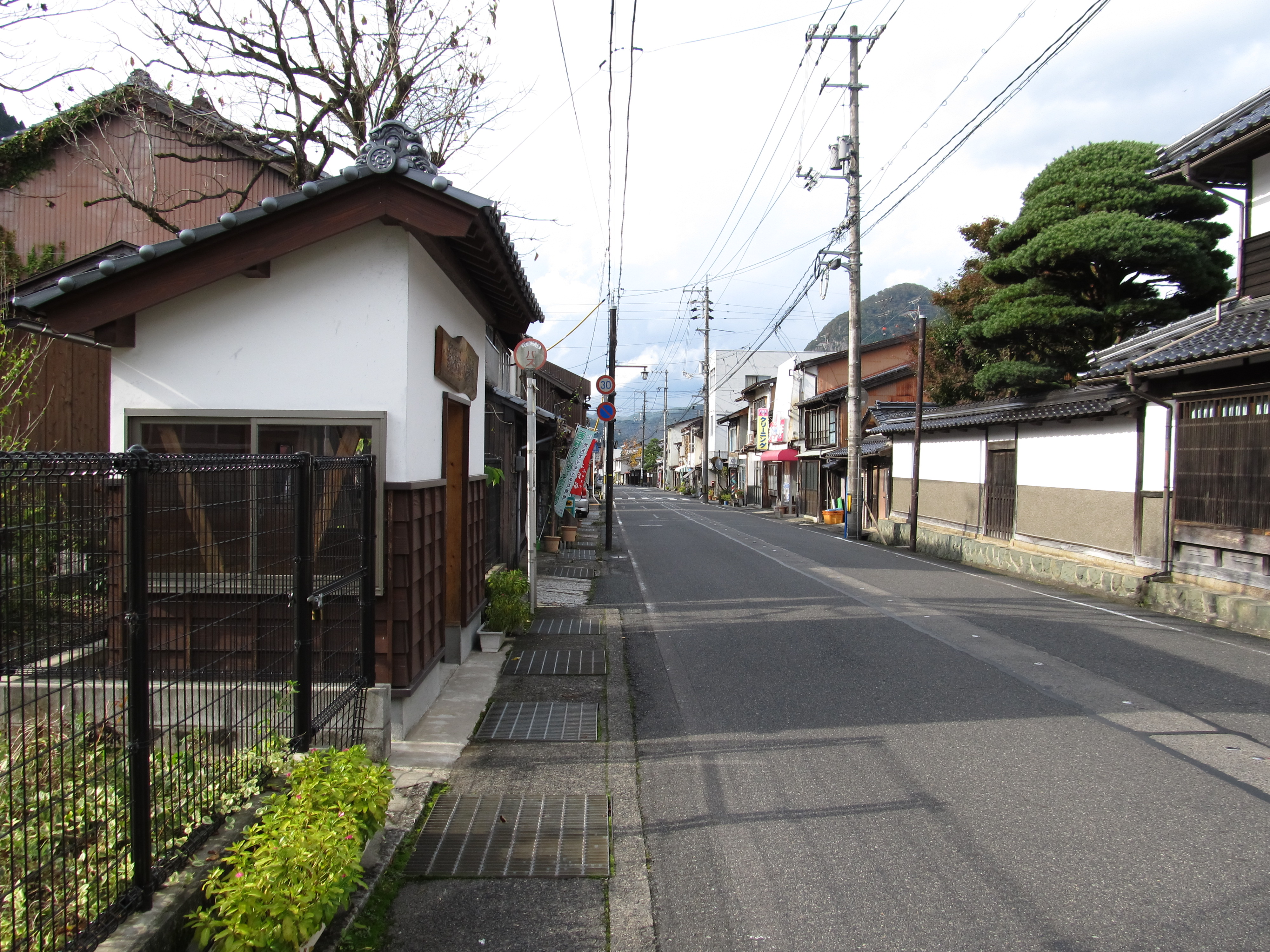
鳥取県八頭郡若桜町、若桜駅前バス停留所付近

### 通過する自治体
- 鳥取県
  - 八頭郡若桜町
- 兵庫県
  - 美方郡新温泉町

### 交差する道路
| 交差する道路                  | 都道府県名 | 市町村名 | 市町村名 | 交差する場所     | 交差する場所        |
| ----------------------------- | ---------- | -------- | -------- | ---------------- | ------------------- |
| 鳥取県道176号若桜停車場線     | 鳥取県     | 八頭郡   | 若桜町   | 大字若桜         | 起点                |
| 国道29号 国道482号 重複       | 鳥取県     | 八頭郡   | 若桜町   | 大字若桜         | 諸鹿入口交差点      |
| 通行不能区間                  |            |          |          |                  |                     |
| 兵庫県道408号霧滝村岡線未供用 | 兵庫県     | 美方郡   | 新温泉町 | 岸田             |                     |
| 兵庫県道262号岸田諸寄線       | 兵庫県     | 美方郡   | 新温泉町 | 岸田             |                     |
| 通行不能区間                  |            |          |          |                  |                     |
| 兵庫県道265号丸味竹田線       | 兵庫県     | 美方郡   | 新温泉町 | 桐岡             |                     |
| 国道9号                       | 兵庫県     | 美方郡   | 新温泉町 | 歌長（うたおさ） | 歌長北交差点 / 終点 |

### 交差する鉄道
- 若桜鉄道若桜線

### 沿線
- 若桜鉄道若桜線 若桜駅
- 屏風岩
- 大鹿滝
- 中国自然歩道
- 霧ヶ滝渓谷
- 但馬牧場公園
- 照来郵便局
- 新温泉町立照来小学校
- 湯村郵便局
- 湯村温泉
- 湯村温泉ヘリポート